# Andrew August
Andrew "AJ" August, né le 12 octobre 2005 à Pittsford (New York), est un coureur cycliste américain.

## Biographie
Andrew August est un coureur multidisciplinaire qui pratique le cyclisme sur route et en cyclo-cross.
Lors de sa première saison chez les juniors (17/18 ans) en Europe, il remporte le classement des jeunes du Junioren Rundfahrt en Autriche, ainsi qu'une étape du Watersley Junior Challenge aux Pays-Bas et décroche des podiums au classement général de la Ronde des Vallées et de la Vuelta Junior à la Ribera del Duero. Il décroche son premier succès majeur lors du Koppenbergcross à Audenarde, en Belgique en 2022. L'événement se termine sur la fameuse montée raide et pavée utilisée dans le Tour des Flandres. Ces résultats attirent l'attention des dirigeants de l'équipe Ineos Grenadiers, qui l'invitent à leur camp d'entrainement en janvier 2023.
Il devient ensuite champion des États-Unis de cyclo-cross juniors et commence sa saison en 2023 avec une victoire d'étape et une deuxième place au classement général de la Redlands Bicycle Classic en Californie. Il confirme avec une victoire au GP West Bohemia, une deuxième place au classement général de la Course de la Paix Juniors, une étape du SPIE Internationale Juniorendriedaagse, le titre de champion des États-Unis du contre-la-montre juniors, ainsi que deux étapes et le classement général du Tour du Valromey.
En 2024, il rejoint à seulement 18 ans l'équipe britannique World Tour Ineos Grenadiers. En avril, il devient à 18 ans et 178 jours le plus jeune coureur à participer à Paris-Roubaix depuis plus de 100 ans, mais termine hors-délais.

## Palmarès sur route
- 2021
  - Green Mountain Stage Race juniors :
    - Classement général
    - 1re étape
- 2022
  - Tour d'Irlande juniors :
    - Classement général
    - 4e étape

  - 2e étape secteur B du Watersley junior Challenge
  - 2e de la Ronde des vallées
  - 2e de la Vuelta Junior a la Ribera del Duero
- 2023
  -  Champion des États-Unis du contre-la-montre juniors
  - 2e étape de la Redlands Bicycle Classic
  - Grand Prix West Bohemia
  - 2e étape du SPIE Internationale Juniorendriedaagse (contre-la-montre)
  - Tour du Valromey :
    - Classement général
    - 4e et 5e étapes

  - 1re étape de la Green Mountain Stage Race juniors (contre-la-montre)
  - 2e de la Redlands Bicycle Classic
  - 2e de la Course de la Paix juniors
  - 9e du championnat du monde du contre-la-montre juniors

### Classements mondiaux
| Année                                 | 2024  |
| ------------------------------------- | ----- |
| Classement mondial                    | 1651e |
|                                       |       |
| Légende : nc = non classéSource : UCI |       |

## Palmarès en cyclo-cross
- 2021-2022
  - 2e du championnat des États-Unis de cyclo-cross juniors
  - 5e du championnat du monde de cyclo-cross juniors
- 2022-2023
  -  Champion des États-Unis de cyclo-cross juniors
  - Koppenbergcross juniors
  - 7e de la Coupe du monde de cyclo-cross juniors